# Haxhi Neziraj
Haxhi Neziraj (Lucerna, 16 marzo 1993) è un calciatore svizzero naturalizzato albanese, attaccante o centrocampista dell'Ibach.

## Carriera

### Club
Il 30 gennaio 2017 viene acquistato a titolo definitivo dalla squadra albanese del Flamurtari Valona.

### Nazionale
Debutta con la maglia della Nazionale albanese Under-21 il 7 giugno 2013 nella partita valida per le qualificazioni all'Europeo 2015, persa per 1 a 2 contro l'Ungheria Under-21.

## Statistiche

### Presenze e reti nei club
Statistiche aggiornate al 19 maggio 2019.
| Stagione                 | Squadra                  | Campionato               | Campionato | Campionato | Coppe nazionali | Coppe nazionali | Coppe nazionali | Coppe continentali | Coppe continentali | Coppe continentali | Altre coppe | Altre coppe | Altre coppe | Totale | Totale |
| Stagione                 | Squadra                  | Comp                     | Pres       | Reti       | Comp            | Pres            | Reti            | Comp               | Pres               | Reti               | Comp        | Pres        | Reti        | Pres   | Reti   |
| ------------------------ | ------------------------ | ------------------------ | ---------- | ---------- | --------------- | --------------- | --------------- | ------------------ | ------------------ | ------------------ | ----------- | ----------- | ----------- | ------ | ------ |
| 2010-2011                | Lucerna II               | PLC                      | 4          | 0          | -               | -               | -               | -                  | -                  | -                  | -           | -           | -           | 4      | 0      |
| 2011-2012                | Lucerna II               | PLC                      | 18         | 3          | -               | -               | -               | -                  | -                  | -                  | -           | -           | -           | 18     | 3      |
| 2012-gen. 2013           | Lucerna II               | PLC                      | 29         | 9          | -               | -               | -               | -                  | -                  | -                  | -           | -           | -           | 29     | 9      |
| Totale Lucerna II        | Totale Lucerna II        | Totale Lucerna II        | 51         | 12         |                 | -               | -               |                    | -                  | -                  |             | -           | -           | 51     | 12     |
| gen.-giu. 2013           | Lucerna                  | SL                       | 2          | 1          | CS              | 0               | 0               | UEL                | -                  | -                  | -           | -           | -           | 2      | 1      |
| 2013-2014                | Lucerna                  | SL                       | 8          | 0          | CS              | 1               | 0               | -                  | -                  | -                  | -           | -           | -           | 9      | 0      |
| lug.-set. 2014           | Lucerna                  | SL                       | 1          | 0          | CS              | 0               | 0               | UEL                | -                  | -                  | -           | -           | -           | 1      | 0      |
| Totale Lucerna           | Totale Lucerna           | Totale Lucerna           | 11         | 1          |                 | 1               | 0               |                    | -                  | -                  |             | -           | -           | 12     | 1      |
| 2014-2015                | Wohlen                   | CL                       | 16         | 0          | CS              | 1               | 0               | -                  | -                  | -                  | -           | -           | -           | 17     | 0      |
| 2015-2016                | Sciaffusa                | CL                       | 27         | 4          | CS              | 3               | 0               | -                  | -                  | -                  | -           | -           | -           | 30     | 4      |
| gen.-giu. 2017           | Flamurtari Valona        | KS                       | 17         | 1          | CA              | 2               | 0               | -                  | -                  | -                  | -           | -           | -           | 19     | 1      |
| 2017-gen. 2018           | Flamurtari Valona        | KS                       | 4          | 0          | CA              | 3               | 0               | -                  | -                  | -                  | -           | -           | -           | 7      | 0      |
| Totale Flamurtari Valona | Totale Flamurtari Valona | Totale Flamurtari Valona | 21         | 1          |                 | 5               | 0               |                    | -                  | -                  |             | -           | -           | 26     | 1      |
| gen.-giu. 2018           | Drita                    | SL                       | 0          | 0          | CK              | 0               | 0               | -                  | -                  | -                  | -           | -           | -           | 0      | 0      |
| 2018-2019                | Drita                    | SL                       | 27         | 3          | CK              | 0               | 0               | UCL+UEL            | 4+2                | 1+0                | -           | -           | -           | 33     | 4      |
| Totale Drita             | Totale Drita             | Totale Drita             | 27         | 3          |                 | 0               | 0               |                    | 6                  | 1                  |             | -           | -           | 33     | 4      |
| 2019-2020                | Feronikeli               | SL                       | 0          | 0          | CK              | 0               | 0               | UCL+UEL            | -                  | -                  | -           | -           | -           | 0      | 0      |
| Totale carriera          | Totale carriera          | Totale carriera          | 153        | 21         |                 | 10              | 0               |                    | 6                  | 1                  |             | -           | -           | 169    | 22     |

### Cronologia presenze e reti in Nazionale
| Cronologia completa delle presenze e delle reti in nazionale ― Albania under 21 | Cronologia completa delle presenze e delle reti in nazionale ― Albania under 21 | Cronologia completa delle presenze e delle reti in nazionale ― Albania under 21 | Cronologia completa delle presenze e delle reti in nazionale ― Albania under 21 | Cronologia completa delle presenze e delle reti in nazionale ― Albania under 21 | Cronologia completa delle presenze e delle reti in nazionale ― Albania under 21 | Cronologia completa delle presenze e delle reti in nazionale ― Albania under 21 | Cronologia completa delle presenze e delle reti in nazionale ― Albania under 21 |
| Data                                                                            | Città                                                                           | In casa                                                                         | Risultato                                                                       | Ospiti                                                                          | Competizione                                                                    | Reti                                                                            | Note                                                                            |
| ------------------------------------------------------------------------------- | ------------------------------------------------------------------------------- | ------------------------------------------------------------------------------- | ------------------------------------------------------------------------------- | ------------------------------------------------------------------------------- | ------------------------------------------------------------------------------- | ------------------------------------------------------------------------------- | ------------------------------------------------------------------------------- |
| 7-6-2013                                                                        | Durazzo                                                                         | Albania under 21                                                                | 1 – 2                                                                           | Ungheria under 21                                                               | Qual. Europeo Under-21 2015                                                     | -                                                                               | 57’                                                                             |
| 11-6-2013                                                                       | Zenica                                                                          | Bosnia ed Erzegovina under 21                                                   | 4 – 1                                                                           | Albania under 21                                                                | Qual. Europeo Under-21 2015                                                     | -                                                                               |                                                                                 |
| 14-8-2013                                                                       | Valona                                                                          | Albania under 21                                                                | 0 – 1                                                                           | Austria under 21                                                                | Qual. Europeo Under-21 2015                                                     | -                                                                               | 56’                                                                             |
| 9-9-2013                                                                        | Logroño                                                                         | Spagna under 21                                                                 | 4 – 0                                                                           | Albania under 21                                                                | Qual. Europeo Under-21 2015                                                     | -                                                                               | 64’                                                                             |
| 15-10-2013                                                                      | Elbasan                                                                         | Albania under 21                                                                | 0 – 1                                                                           | Bosnia ed Erzegovina under 21                                                   | Qual. Europeo Under-21 2015                                                     | -                                                                               | 55’                                                                             |
| Totale                                                                          |                                                                                 | Presenze                                                                        | 5                                                                               |                                                                                 | Reti                                                                            | 0                                                                               |                                                                                 |